# Коти (пол)
На индийском субконтиненте коти — это термин, обозначающий мужчину или юношу, играющего « женоподобную » роль в однополых отношениях, часто с желанием быть принимающим партнёром в половом акте. Происхождение термина неясно. Первоначальное значение было оскорбительным, похожим на «педик» или «неженка».  Местные эквиваленты включают дурани (Калькутта), менака (Кочин), мети (Непал) и зенана (Пакистан). Мужчины-партнеры, которые выполняют проникающие действия, называются пантхи.  Котхи часто сталкиваются с дискриминацией, поскольку в индийском обществе пассивная роль в однополых отношениях считается более женственной и, следовательно, менее "мужественной". Пантхи, которые могут быть женаты на женщинах и иметь детей, не считают себя гомосексуалами и не подвергаются такой же стигматизации. 
Коти отличаются от хиджр тем, что они не живут в общинах, в которых обычно живут хиджры. Они похожи на хиджр тем, что могут вступать в отношения с партнером своего пола на определенный период времени и оказывать сексуальные услуги мужчинам, занимаясь проституцией.
Другие источники утверждают, что термин «Коти» является всеобъемлющим термином для мужчин в Индии, которые не соответствуют своему социальному полу, причем термин «Коти» включает в себя, среди прочего, и идентичность хиджры.

## Социальное положениекоти
Идентификация себя как коти не обязательно исключает брак с женщиной. В индийской культуре многие гомосексуальные мужчины вступают в гетеросексуальные браки под давлением семьи и общества. Они могут вести двойную жизнь, где брак обеспечивает им социальный статус, а идентичность котхи реализуется в отдельных кругах. Общество в Индии менее терпимо к пассивной гомосексуальности (связанной с коти), чем к активной (связанной с пантхи). Пантхи, которые часто являются женатыми мужчинами, не считаются гомосексуалами, так как их роль в отношениях соответствует традиционным представлениям о мужской силе. Таким образом, пантхи могут сохранять свой социальный статус, тогда как коти, как «пассивная» сторона, чаще подвергаются стигматизации.
Сильная феминизация и низкое социальное положение коти делают их постоянным объектом насилия, особенно сексуального. Большинство коти испытали изнасилования или его попытки, очень часто со стороны офицеров полиция. Проблемы коти тем сложнее решить, что они так глубоко усваивают восприятие себя как «не-мужчин», что нередко воспринимают насилие со стороны своего «активного» партнёра как проявление его мужественности, которой они восхищаются. 

## Смотрите также
Cексуальные меньшинства в Индии